# Anna Bryłka
Anna Mirosława Bryłka (Koło, 1 de septiembre de 1990) es una abogada, historiadora y política polaca. Es miembro del Parlamento Europeo desde 2024.

## Biografía
Bryłka se graduó en Derecho e Historia en la Universidad Adam Mickiewicz de Poznań y en Relaciones Internacionales en la Universidad de Varsovia, donde defendió su tesis de maestría en 2016. También realizó estudios de posgrado en Comercio Exterior en la Escuela de Economía de Varsovia.
Se desempeña como vicepresidenta del Movimiento Nacional. Anteriormente, también fue secretaria del partido. Hasta diciembre de 2023, también fue portavoz de la Confederación.
En 2018, se postuló sin éxito para la Asamblea Regional de la Gran Polonia, y en 2019 se presentó a las elecciones al Parlamento Europeo. En las elecciones parlamentarias de 2019 y 2023, fue la candidata principal de la Confederación en el distrito de Konin.
Es la autora de los programas de la Confederación y del Movimiento Nacional sobre agricultura y la Unión Europea.
En 2024, se presentó de nuevo a las elecciones al Parlamento Europeo, recibiendo 111.420 votos (la segunda cifra más alta entre los candidatos de la Confederación y la cuarta más alta en el distrito), y consiguió un mandato. En el Parlamento Europeo, se unió a la Comisión de Comercio Internacional.